# József Gémes
József Gémes (ur. 9 listopada 1939 w Budapeszcie, zm. 13 kwietnia 2013) – węgierski reżyser filmów animowanych.

## Wybrana filmografia
- 1968: Koncert (Koncertisszimo)
- 1989: Wróbelek Wili[2]
- 1991: Księżniczka i chochliki
- 1997: Mali bohaterowie

## Nagrody
- 1968: Złoty Smok – Nagroda specjalna za film Koncert (Koncertisszimo) w konkursie międzynarodowym na Krakowskim Festiwalu Filmowym[3].